# Oldřich Uličný
Oldřich Uličný (* 29. září 1936 Pravčice) je český jazykovědec, bohemista a překladatel z ruštiny, slovenštiny a němčiny.

## Životopis
Po maturitě na kroměřížském gymnáziu v roce 1954 studoval v letech 1954-58 bohemistiku na Vysoké škole pedagogické v Olomouci
a v letech 1958-62 rusistiku na Filozofické fakultě Univerzity Palackého v Olomouci. V letech 1963-66 absolvoval postgraduální studium matematické lingvistiky a v roce 1969 získal titul PhDr.
Od roku 1990 působil na Filozofické fakultě Univerzity Karlovy v Praze.
V letech 2002–2020 zastával funkci vedoucího Katedry českého jazyka a literatury na Technické univerzitě v Liberci.

## Publikace
- Čítanka bulharské literatury, 1983
- Instrumentál v struktuře české věty – příspěvek k popisu a metodice výkladu pádového systému v češtině, 1984
- Prostor pro jazyk a styl – lingvostylistické analýzy současné čes. prózy pro děti a mládež, 1987